# EM i hurtigløb på skøjter 1899
Europamesterskabet i hurtigløb på skøjter 1899 var det niende EM i hurtigløb på skøjter, og mesterskabet blev afviklet den 16. - 17. januar 1899 i på Eisstadion i Davos, Schweiz med deltagelse af seks løbere fra seks forskellige nationer.
For at vinde europamesterskabet skulle en løber vinde mindst tre af de fire distancer:
- 500 m, 5000 m, 1500 m og 10.000 m.

Mesterskabet blev vundet af nordmanden Peder Østlund, som vandt alle fire distancer, og som dermed vandt det første af sine to europamesterskaber i karrieren. Den forsvarende mester, finnen Gustaf Estlander, opnåede to anden- og to tredjepladser.

## Resultater
| Plac. | Løber               | 500 m  | 500 m | 5000 m | 5000 m | 1500 m | 1500 m | 10.000 m | 10.000 m |
| Plac. | Løber               | Tid    | Plac. | Tid    | Plac.  | Tid    | Plac.  | Tid      | Plac.    |
| ----- | ------------------- | ------ | ----- | ------ | ------ | ------ | ------ | -------- | -------- |
| Guld  | Peder Østlund       | 47.4   | 1     | 9:02.6 | 1      | 2:27.8 | 1      | 18:38.2  | 1        |
| NC2   | Gustaf Estlander    | 49.4   | 3     | 9:26.8 | 2      | 2:38.8 | 2      | 19:32.4  | 3        |
| NC3   | Jan Greve           | 52.4   | 4     | 9:32.2 | 3      | 2:41.4 | 4      | 19:27.8  | 2        |
| NC4   | Charles Edgington   | 1:02.6 | 6     | 9:52.6 | 5      | 2:49.4 | 5      | 20:32.8  | 4        |
| NC    | Julius Seyler       | 48.6   | 2     | DNF    | -      | -      | -      | -        | -        |
| NC    | Eduard Vollenvejder | 52.8   | 5     | 9:51.4 | 4      | 2:40.2 | 3      | -        | -        |

 DNF = Fuldførte ikke.  DNS = Startede ikke.  NC = Ikke klassificeret.  Kilde: SpeedSkatingStats.com